# The Slim Shady LP
The Slim Shady LP là album phòng thu thứ hai của rapper người Mỹ Eminem, phát hành ngày 23 tháng 2 năm 1999 bởi Interscope Records, Aftermath Entertainment và WEB Entertainment. Sau thất bại của đĩa nhạc đầu tay Infinite (1996), Eminem ra mắt EP Slim Shady EP (1997) và giới thiệu một bản ngã thay thế của chính mình mang tên Slim Shady với tính cách bạo lực và hung tợn, qua đó giúp anh nhận được sự quan tâm của Jimmy Iovine và Dr. Dre, những người sau đó ký hợp đồng thu âm với nam rapper vào tháng 3 năm 1998. The Slim Shady LP là một bản thu âm West Coast hip-hop, G-funk và horrorcore với phần lớn nội dung ca từ được viết dưới góc nhìn của Slim Shady và kết hợp nhiều hình ảnh biếm họa về bạo lực và ngôn ngữ tục tĩu, được Eminem mô tả như một bộ phim kinh dị giải trí. Mặc dù hầu hết lời bài hát trong album được coi là châm biếm, nam rapper cũng đề cập đến sự thất vọng của bản thân khi sống trong hoàn cảnh nghèo đói. Eminem tham gia đồng sản xuất cho đĩa nhạc, bên cạnh sự đóng góp từ một số cộng tác viên như Dr. Dre, The Bass Brothers và Mel-Man. Ngoài ra, album có sự tham gia góp giọng của Dre, Dina Rae và Royce da 5'9".
Sau khi phát hành, The Slim Shady LP nhận được những phản ứng tích cực từ các nhà phê bình âm nhạc, trong đó họ đánh giá cao phong cách sáng tác độc đáo, lời bài hát theo khuynh hướng hài đen và tính cách đặc biệt của Eminem. Tuy nhiên, đĩa nhạc vấp phải nhiều tranh cãi từ một bộ phận công chúng bởi ca từ được cho là kỳ thị nữ giới và gây ảnh hưởng tiêu cực đến nhận thức của giới trẻ lúc bấy giờ. Bất chấp những chỉ trích, album giúp nam rapper chiến thắng một giải Grammy ở hạng mục Album rap xuất sắc nhất tại lễ trao giải thường niên lần thứ 42. The Slim Shady LP cũng đạt được những thành tích đáng kể về mặt thương mại khi lọt vào top 10 tại Canada và Vương quốc Anh, cũng như vươn đến top 20 ở một số thị trường khác. Đĩa nhạc ra mắt ở vị trí thứ hai trên bảng xếp hạng Billboard 200 với 283,000 bản, đánh dấu album đầu tiên của Eminem vươn đến top 10 tại Hoa Kỳ và được chứng nhận sáu đĩa Bạch kim bởi Hiệp hội Công nghiệp Ghi âm Hoa Kỳ (RIAA) với lượng đĩa xuất xưởng đạt sáu triệu bản. Ngoài ra, The Slim Shady LP cũng trở thành album quán quân đầu tiên của anh trên bảng xếp hạng Billboard Top R&B/Hip-Hop Albums.
Ba đĩa đơn đã được phát hành từ đĩa nhạc. "My Name Is" được chọn làm đĩa đơn mở đường và xuất hiện trong top 10 ở một số thị trường nổi bật, đồng thời đạt vị trí thứ 36 trên bảng xếp hạng Billboard Hot 100 tại Hoa Kỳ và chiến thắng giải Grammy cho Trình diễn solo rap nam xuất sắc nhất. Hai đĩa đơn tiếp theo "Role Model" và "Guilty Conscience" chỉ gặt hái những thành công hạn chế, trong đó đĩa đơn sau nhận được một đề cử giải Grammy ở hạng mục Trình diễn rap xuất sắc nhất của bộ đôi hoặc nhóm nhạc. Để quảng bá cho đĩa nhạc, nam rapper trình diễn trên một số chương trình truyền hình và lễ trao giải lớn, như MTV Spring Break, Total Request Live và giải Video âm nhạc của MTV năm 1999, cũng như tham gia vào chuyến lưu diễn Warped Tour với 31 đêm nhạc khắp Bắc Mỹ. Kể từ khi phát hành, thành công của The Slim Shady LP giúp Eminem từ một rapper underground trở thành một nghệ sĩ đại chúng nổi tiếng, đồng thời lọt vào danh sách những album xuất sắc nhất mọi thời đại của nhiều tổ chức và ấn phẩm âm nhạc, bao gồm 500 album vĩ đại nhất của Rolling Stone. Tính đến nay, đĩa nhạc đã bán được hơn mười triệu bản trên toàn cầu.

## Danh sách bài hát
Tất cả các ca khúc được viết bởi Marshall "Eminem" Mathers và The Bass Brothers (Mark Bass và Jeff Bass), ngoại trừ những ghi chú.
| The Slim Shady LP – Phiên bản tiêu chuẩn | The Slim Shady LP – Phiên bản tiêu chuẩn     | The Slim Shady LP – Phiên bản tiêu chuẩn    | The Slim Shady LP – Phiên bản tiêu chuẩn    | The Slim Shady LP – Phiên bản tiêu chuẩn |
| STT                                      | Nhan đề                                      | Sáng tác                                    | Sản xuất                                    | Thời lượng                               |
| ---------------------------------------- | -------------------------------------------- | ------------------------------------------- | ------------------------------------------- | ---------------------------------------- |
| 1.                                       | "Public Service Announcement"                |                                             |                                             | 0:33                                     |
| 2.                                       | "My Name Is"                                 | Mathers Andre Young Labi Siffre             | Dr. Dre                                     | 4:28                                     |
| 3.                                       | "Guilty Conscience" (hợp tác với Dr. Dre)    | Mathers Young                               | Dr. Dre Eminem                              | 3:19                                     |
| 4.                                       | "Brain Damage"                               |                                             | Bass Brothers Eminem [a]                    | 3:46                                     |
| 5.                                       | "Paul (skit)"                                |                                             |                                             | 0:15                                     |
| 6.                                       | "If I Had"                                   |                                             | Bass Brothers Eminem [a] DJ Rec [b]         | 4:05                                     |
| 7.                                       | "'97 Bonnie & Clyde"                         |                                             | Bass Brothers Eminem [a] DJ Head [b]        | 5:16                                     |
| 8.                                       | "Bitch (skit)"                               |                                             |                                             | 0:19                                     |
| 9.                                       | "Role Model"                                 | Mathers Young Melvin Bradford               | Dr. Dre Mel-Man                             | 3:25                                     |
| 10.                                      | "Lounge (skit)"                              |                                             |                                             | 0:46                                     |
| 11.                                      | "My Fault"                                   |                                             | Bass Brothers Eminem                        | 4:01                                     |
| 12.                                      | "Ken Kaniff (skit)"                          |                                             |                                             | 1:16                                     |
| 13.                                      | "Cum on Everybody" (hợp tác với Dina Rae)    |                                             | Bass Brothers Eminem [a]                    | 3:39                                     |
| 14.                                      | "Rock Bottom"                                |                                             | Bass Brothers                               | 3:34                                     |
| 15.                                      | "Just Don't Give a Fuck"                     |                                             | Bass Brothers Eminem [a] Denaun Porter [b]  | 4:02                                     |
| 16.                                      | "Soap (skit)"                                |                                             |                                             | 0:34                                     |
| 17.                                      | "As the World Turns"                         |                                             | Bass Brothers Eminem [a] Justin Trugman [b] | 4:25                                     |
| 18.                                      | "I'm Shady"                                  |                                             | Bass Brothers Eminem [a]                    | 3:31                                     |
| 19.                                      | "Bad Meets Evil" (hợp tác với Royce da 5'9") | Mathers Ryan Montgomery Jeff Bass Mark Bass | Bass Brothers Eminem [a]                    | 4:13                                     |
| 20.                                      | "Still Don't Give a Fuck"                    |                                             | Bass Brothers Eminem [a]                    | 4:12                                     |
| Tổng thời lượng:                         | Tổng thời lượng:                             | Tổng thời lượng:                            | Tổng thời lượng:                            | 59:39                                    |

| The Slim Shady LP – Phiên bản đặc biệt (đĩa kèm theo) | The Slim Shady LP – Phiên bản đặc biệt (đĩa kèm theo)     | The Slim Shady LP – Phiên bản đặc biệt (đĩa kèm theo) |
| STT                                                   | Nhan đề                                                   | Thời lượng                                            |
| ----------------------------------------------------- | --------------------------------------------------------- | ----------------------------------------------------- |
| 1.                                                    | "Hazardous Youth (bản acapella)"                          | 0:47                                                  |
| 2.                                                    | "Get You Mad"                                             | 4:21                                                  |
| 3.                                                    | "Greg (bản acapella)"                                     | 0:53                                                  |
| 4.                                                    | "Just Don't Give a Fuck (video ca nhạc)"                  |                                                       |
| 5.                                                    | "My Name Is (video ca nhạc)"                              |                                                       |
| 6.                                                    | "Guilty Conscience (video ca nhạc)"                       |                                                       |
| 7.                                                    | "Role Model (video ca nhạc)"                              |                                                       |
| 8.                                                    | "The Slim Shady LP (cảnh quay trực tiếp trong phòng thu)" |                                                       |

| The Slim Shady LP – Phiên bản mở rộng (bản nhạc bổ sung) | The Slim Shady LP – Phiên bản mở rộng (bản nhạc bổ sung) | The Slim Shady LP – Phiên bản mở rộng (bản nhạc bổ sung) |
| STT                                                      | Nhan đề                                                  | Thời lượng                                               |
| -------------------------------------------------------- | -------------------------------------------------------- | -------------------------------------------------------- |
| 21.                                                      | "Hazardous Youth (bản acapella)"                         | 0:44                                                     |
| 22.                                                      | "Get You Mad" (với Sway và King Tech & DJ Revolution)    | 4:22                                                     |
| 23.                                                      | "Greg (bản acapella)"                                    | 0:52                                                     |
| 24.                                                      | "Bad Guys Always Die" (với Dr. Dre)                      | 4:39                                                     |
| 25.                                                      | "Guilty Conscience (bản radio)" (hợp tác với Dr. Dre)    | 3:19                                                     |
| 26.                                                      | "Guilty Conscience (Không lời)" (hợp tác với Dr. Dre)    | 3:20                                                     |
| 27.                                                      | "Guilty Conscience (bản acapella)" (hợp tác với Dr. Dre) | 3:16                                                     |
| 28.                                                      | "My Name Is (Không lời)"                                 | 4:29                                                     |
| 29.                                                      | "Just Don't Give a Fuck (bản acapella)"                  | 3:35                                                     |
| 30.                                                      | "Just Don't Give a Fuck (Không lời)"                     | 4:08                                                     |
| Tổng thời lượng:                                         | Tổng thời lượng:                                         | 36:00                                                    |

Ghi chú
- ^[a]  nghĩa là đồng sản xuất
- ^[b]  nghĩa là tiền sản xuất
- Trong phiên bản sạch của album, "Bitch", "Cum on Everybody", "Just Don't Give a Fuck", và "Still Don't Give a Fuck" lần lượt được đổi tên thành "Zoe", "Come on Everybody", "Just Don't Give", và "Still Don't Give".
- Một số nền tảng trực tuyến (như Myspace) bao gồm một phiên bản sạch thay thế của album, loại bỏ hoàn toàn bài hát "Guilty Conscience".

## Xếp hạng
| Bảng xếp hạng (1999-2002)                              | Vị trí cao nhất |
| ------------------------------------------------------ | --------------- |
| Album Úc (ARIA)                                        | 49              |
| Album Úc Urban (ARIA)                                  | 7               |
| Album Áo (Ö3 Austria)                                  | 12              |
| Album Bỉ (Ultratop Vlaanderen)                         | 46              |
| Album Bỉ (Ultratop Vlaanderen) Phiên bản đặc biệt      | 7               |
| Album Bỉ (Ultratop Wallonie)                           | 157             |
| Album Bỉ (Ultratop Wallonie) Phiên bản đặc biệt        | 27              |
| Album Canada (Billboard)                               | 9               |
| Album Canada R&B (Nielsen SoundScan)                   | 7               |
| Album Hà Lan (Album Top 100)                           | 20              |
| Album Pháp (SNEP)                                      | 52              |
| Album Đức (Offizielle Top 100)                         | 51              |
| Album Ireland (IRMA)                                   | 22              |
| Album Nhật Bản (Oricon)                                | 39              |
| Album New Zealand (RMNZ)                               | 23              |
| Album Na Uy (VG-lista)                                 | 25              |
| Album Thụy Điển (Sverigetopplistan)                    | 40              |
| Album Thụy Sĩ (Schweizer Hitparade)                    | 77              |
| Album Thụy Sĩ (Schweizer Hitparade) Phiên bản đặc biệt | 25              |
| Album Anh Quốc (OCC)                                   | 10              |
| Album Anh Quốc R&B (OCC)                               | 1               |
| Album Hoa Kỳ Billboard 200                             | 2               |
| Album Hoa Kỳ Top R&B/Hip-Hop (Billboard)               | 1               |
| Album Hoa Kỳ Top Catalog (Billboard)                   | 3               |

| Bảng xếp hạng (1999)                            | Vị trí |
| ----------------------------------------------- | ------ |
| Album Canada (RPM)                              | 69     |
| Album Anh Quốc (OCC)                            | 64     |
| Hoa Kỳ Billboard 200                            | 22     |
| Hoa Kỳ Top R&B/Hip-Hop Albums (Billboard)       | 13     |
| Bảng xếp hạng (2000)                            | Vị trí |
| Album Canada (Nielsen SoundScan)                | 95     |
| Album Anh Quốc (OCC)                            | 44     |
| Hoa Kỳ Billboard 200                            | 54     |
| Hoa Kỳ Top R&B/Hip-Hop Albums (Billboard)       | 64     |
| Bảng xếp hạng (2001)                            | Vị trí |
| Album Bỉ (Ultratop Flanders) Phiên bản đặc biệt | 56     |
| Album Canada R&B (Nielsen SoundScan)            | 73     |
| Album Canada Rap (Nielsen SoundScan)            | 36     |
| Album Anh Quốc (OCC)                            | 84     |
| Bảng xếp hạng (2002)                            | Vị trí |
| Album Canada Alternative (Nielsen SoundScan)    | 127    |

## Chứng nhận
| Quốc gia | Chứng nhận  | Số đơn vị/doanh số chứng nhận |
| --- | ----------- | ----------------------------- |
| Úc (ARIA) | 8× Bạch kim | 560.000‡                      |
| Canada (Music Canada) | 2× Bạch kim | 200.000^                      |
| Ý (FIMI) Doanh số từ năm 2009 | Vàng        | 25.000‡                       |
| Hà Lan (NVPI) | Vàng        | 50.000^                       |
| New Zealand (RMNZ) | Bạch kim    | 15.000^                       |
| Nam Phi (RISA) | Vàng        | 25.000*                       |
| Thụy Sĩ (IFPI) | Vàng        | 25.000^                       |
| Anh Quốc (BPI) | 4× Bạch kim | 1,100,000                     |
| Hoa Kỳ (RIAA) | 6× Bạch kim | 6,597,000                     |
| Tổng hợp |             |                               |
| Châu Âu (IFPI) | Bạch kim    | 1.000.000*                    |
| * Chứng nhận dựa theo doanh số tiêu thụ. ^ Chứng nhận dựa theo doanh số nhập hàng. ‡ Chứng nhận dựa theo doanh số tiêu thụ và phát trực tuyến. |             |                               |